# 本多忠鋒
本多 忠鋒（ほんだ たださき、1879年（明治12年）8月26日 - 1930年（昭和5年）6月7日）は、日本の子爵、正四位。

## 経歴
神戸藩最後の藩主だった本多忠貫の養子。なお、忠鋒の父である本多忠恕（西尾忠受の四男）も忠貫の養子となっていた。妻は京極高徳子爵の四女・多幾子。
1884年（明治17年）慶應義塾幼稚舎へ入学する。1888年（明治21年）学習院へ入学し、1905年（明治38年）学習院大学科を卒業した。
1911年（明治44年）7月10日、貴族院子爵議員に就任し、研究会に所属し死去するまで在任した。
趣味は野球である。